# مشيخة العقربي
مشيخة العقربي (1839-1967) هي إحدى الكيانات التي كانت قائمة في عهد الاستعمار البريطاني لعدن. حيث كانت جزءً من محمية عدن ثم أصبحت عضواً مؤسساً لاتحاد إمارات الجنوب العربي الذي خلفه اتحاد الجنوب العربي.

## تاريخ
انفصل شيوخ العقارب عن سلطنة لحج في القرن 18. وفي 1839 عام أصبح ميناء عدن قاعدة للإمبراطورية البريطانية مما جعل تأثير البريطانيين على مشيخة العقارب ينمو. كانت المشيخة إحدى «الكانتونات التسع» التي وقعت معاهدة حماية مع بريطانيا في أواخر القرن 19 وأصبحت جزءا من محمية عدن. انضمت المشيخة إلى اتحاد إمارات الجنوب العربي في شباط / فبراير 1960، وإلى اتحاد الجنوب العربي في كانون الثاني / يناير 1963. محمود بن محمد العقربي كان آخر شيوخ مشيخة العقربي، حيث خلع من منصبه في آب / أغسطس 1967. الغيت المشيخة في 30 نوفمبر 1967 عند تأسيس جمهورية اليمن الديمقراطية الشعبية التي هي الآن جزء من الجمهورية اليمنية.